# Leptotarsus mathewsi
Leptotarsus mathewsi är en tvåvingeart som först beskrevs av Alexander 1930.  Leptotarsus mathewsi ingår i släktet Leptotarsus och familjen storharkrankar. Inga underarter finns listade i Catalogue of Life.